# Mariano González (attore)
Mariano González-Guerineau (Buenos Aires, 20 agosto 1992) è un attore argentino.

## Biografia
Interpreta Gabo Moreti, il protagonista della serie originale di Disney XD Once - Undici campioni.